# セントクリストファー・ネイビスの都市の一覧

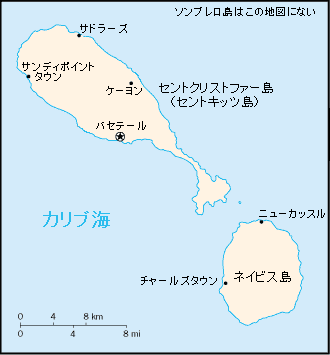
セントクリストファー・ネイビスの地図

セントクリストファー・ネイビスの都市の一覧（セントクリストファー・ネイビスのとしのいちらん）は、セントクリストファー・ネイビスの都市の一覧である。
セントクリストファー・ネイビスの都市の規模は比較的小さく、主要都市であっても諸外国における町や村に該当することは少なくない。また各都市の範囲は曖昧で、地図によっては隣の都市に含まれていることもある。国勢調査は都市ではなく行政教区を基にしているため、人口は推定値である。一部の都市は複数の教区に跨る。

## 主要都市

セントクリストファー・ネイビスの行政教区と都市

14ある行政教区から1都市を選出している。人口値は2015年時点。
| 都市名                     | 英語名                | 人口  | 島 | 行政教区                             | 備考                                                                                 |
| -------------------------- | --------------------- | ----- | -- | ------------------------------------ | ------------------------------------------------------------------------------------ |
| ニコラタウン               | Nichola Town          | 286   | K  | クライストチャーチ・ニコラタウン教区 |                                                                                      |
| サンディポイント・タウン   | Sandy Point Town      | 1,333 | K  | セントアン・サンディポイント教区     | 単にサンディポイントとも。                                                           |
| バセテール                 | Basseterre            | 8,569 | K  | セントジョージ・バセテール教区       | 首都。同教区内のみの人口で、セントピーター・バセテール教区部を含まない。             |
| サドラーズ                 | Saddlers              | 1,408 | K  | セントジョン・カピステール教区       |                                                                                      |
| ケイオン                   | Cayon                 | 1,514 | K  | セントメアリー・ケイオン教区         |                                                                                      |
| セントポール・カピステール | Saint Paul Capisterre | 959   | K  | セントポール・カピステール教区       | セントポールズ (Saint Paul's)とも。                                                  |
| モンキー・ヒル             | Monkey Hill           | 297   | K  | セントピーター・バセテール教区       |                                                                                      |
| ミドルアイランド           | Middle Island         | 472   | K  | セントトーマス・ミドルアイランド教区 |                                                                                      |
| パルメットポイント         | Palmetto Point        | 973   | K  | トリニティ・パルメットポイント教区   | ボイド、トリニティなどを含む。                                                       |
| マーケット・ショップ       | Market Shop           | 426   | N  | セントジョージ・ジンジャーランド教区 |                                                                                      |
| ニューカッスル             | Newcastle             | 827   | N  | セントジェームズ・ウィンドワード教区 |                                                                                      |
| フィグツリー               | Figtree               | 1,953 | N  | セントジョン・フィグツリー教区       | バスなど周辺の都市を含む。                                                           |
| チャールズタウン           | Charlestown           | 2,152 | N  | セントポール・チャールズタウン教区   | ネイビス島の首都。同教区内の人口のみで、セントトーマス・ローランド教区部を含まない。 |
| コットン・グラウンド       | Cotton Ground         | 398   | N  | セントトーマス・ローランド教区       |                                                                                      |

- 「島」列のKはセントクリストファー島（セントキッツ島）、Nはネイビス島を表す。

## その他の都市

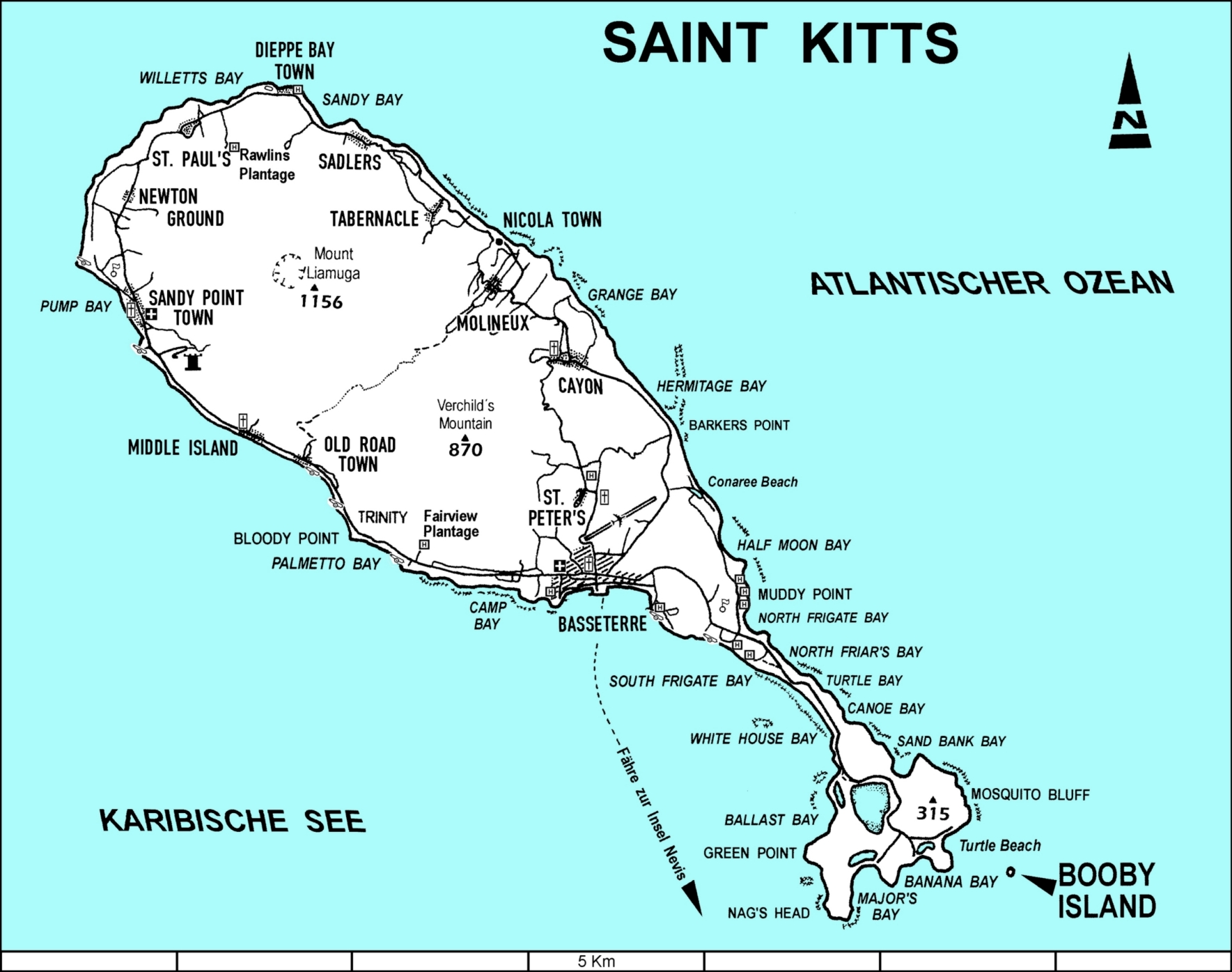
セントクリストファー島の地図

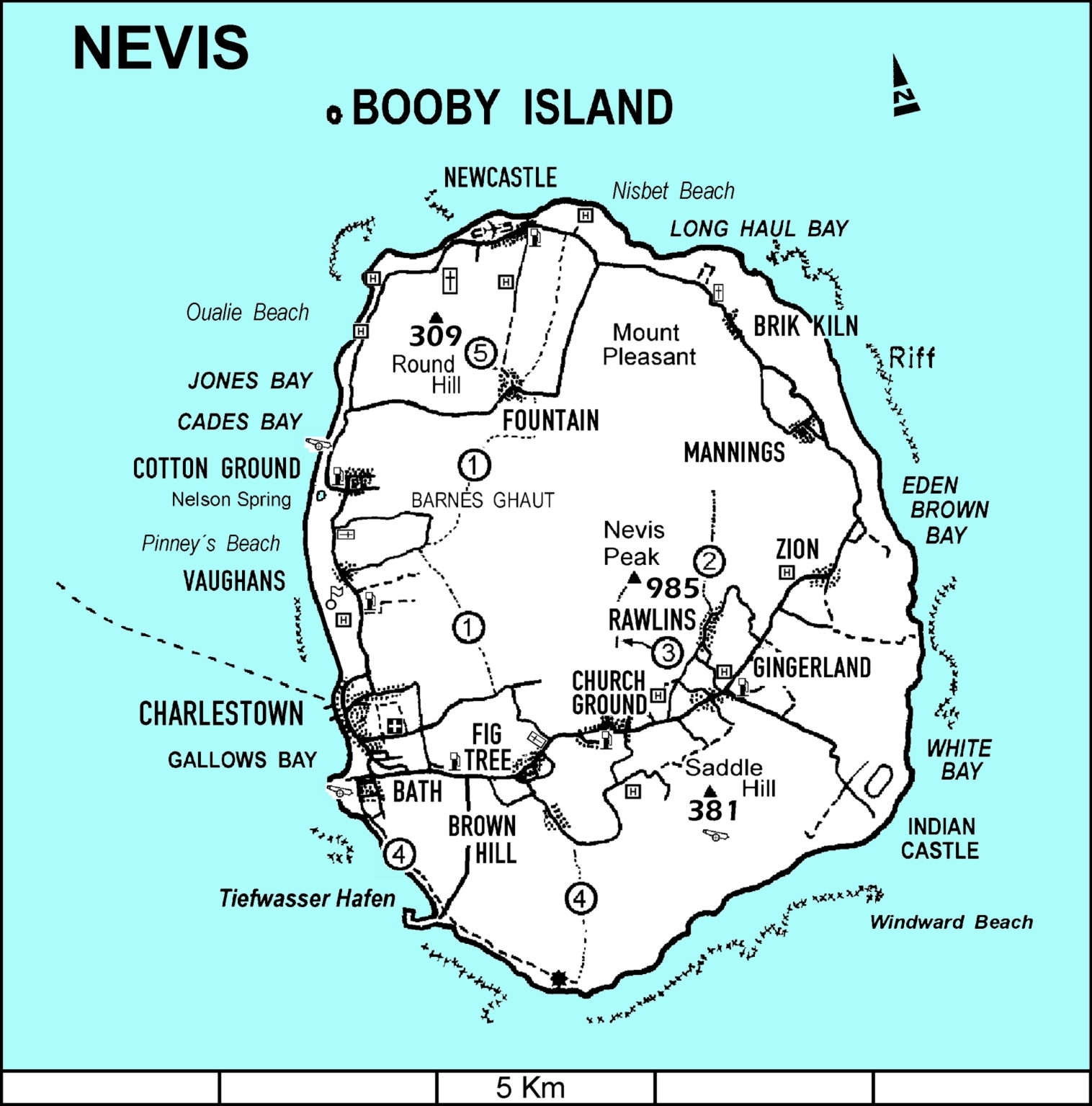
ネイビス島の地図

島、行政教区別の一覧。前述の表で掲載した都市を除く。またすべての都市を網羅してはいない。
セントクリストファー島
- クライストチャーチ・ニコラタウン教区
  - マンション（ドイツ語版）（Mansion）
  - モリニュー（Molyneux）

- セントアン・サンディポイント教区
  - フィグ・ツリー（Fig Tree） - ネイビス島のフィグツリー（Figtree）とは異なる
  - ラ・ヴァレ（La Vallée）

- セントジョージ・バセテール教区
  - バードロック（Bird Rock）
  - フリゲートベイ（Frigate Bay）

- セントジョン・カピステール教区
  - ディエップベイ・タウン（英語版）（Dieppe Bay Town）
  - タバネークル（英語版）（Tabernacle）

- セントメアリー・ケイオン教区
  - ロッジ（Lodge）
  - キーズ（Keys）

- セントポール・カピステール教区
  - ニュートン・グラウンド（英語版）（Newton Ground）

- セントピーター・バセテール教区
  - カナダ（Canada）
  - ニューロード（New Road）

- セントトーマス・ミドルアイランド教区
  - ハーフウェイ・ツリー（Half Way Tree）
  - オールドロード・タウン（英語版）（Old Road Town）

- トリニティ・パルメットポイント教区
  - ボイド（Boyds, Boyd's）
  - トリニティ（英語版）（Trinity）

ネイビス島
- セントジョージ・ジンジャーランド教区
  - ジンジャーランド（ドイツ語版）（Gingerland）
  - ザイオン（英語版）（Zion）

- セントジェームズ・ウィンドワード教区
  - ブリック・キルン（英語版）（Brick Kiln）
  - バトラーズ（英語版）（Butlers）

- セントジョン・フィグツリー教区
  - バス（英語版）（Bath）
  - チャーチ・グラウンド（英語版）（Church Ground）

- セントポール・チャールズタウン教区
  - チャールズタウンのみで構成されるため該当なし。

- セントトーマス・ローランド教区
  - バーンズ・ガウト（Barnes Ghaut）
  - ジェサップ（Jessups）